# Geißlerlieder

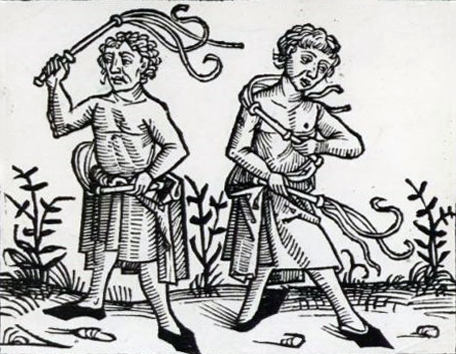
Geißler, aus einem Holzschnitt des 15. Jahrhunderts

Geißlerlieder werden die Gesänge der Geißler genannt, die sich im 13. und 14. Jahrhundert vor allem in Italien und Deutschland unter dem Eindruck bedrückender politischer und sozialer Missstände und in Erwartung des Anbrechens der Endzeit zu Büßergemeinschaften zusammenschlossen.
Die erste Bewegung von flagellanti ging 1258 von Umbrien aus und stand unter starkem Einfluss der Laude. Über eine zweite, im Pestjahr 1349 von Österreich ausgehende und schnell sich verbreitende Geißler-Bewegung berichtet unter anderem die Chronik von Hugo Spechtshart aus Reutlingen, welcher überdies Texte und Melodien von sechs Geißlerliedern in gotischen Neumen überliefert. Von diesen geht allerdings nur der Lai Nu tret herzuo auf die Geißler selbst zurück; die anderen Lieder entstammen älterem Liedgut und sind daher eine wichtige Quelle für das älteste deutsche geistliche Volkslied. Außerdem sind zwei französische, von den deutschen beeinflusste Geißlerlieder erhalten. Die Rufzeile, der Kern des geistlichen Volksliedes, ist auch für die Geißlerlieder charakteristisch. Von diesen lebt Nu ist diu betfart so here noch 1666 in einem Prozessionslied der Liedersammlung Catholisch Geistlich Nachtigal fort.